# Psicologia femenina
Psicologia femenina és un terme usat per a descriure les qüestions relatives al gènere de la psicologia de la identitat humana femenina, i els problemes que enfronten les dones durant tota la seva vida. Karen Horney “començà a treballar en la seva versió de la psicologia femenina al 1922, quan es va convertir en la primera dona que presentà una ponència sobre el tema en un congrés internacional de psicoanalítica” (Schultz 170). Ella va respondre al concepte de Sigmund Freud sobre l'enveja del penis, amb el que ella va anomenar l'enveja de l'úter.

## Enveja de l'úter
L'enveja d'úter és un terme originat per Karen Horney, una feminista neofreudiana i una teòrica pionera de la personalitat, la psicoanàlisi i la psicologia femenina (Boeree, 24). Horney era crítica amb la teoria de Freud sobre l'enveja de penis, la qual ella considerava que havia sorgit a partir de proves inadequades. “Freud ofereix descripcions i interpretacions sobre aquest suposat fenomen a partir d'un punt de vista masculí en un lloc i moment en què les dones eren considerades ciutadanes de segona classe (Schultz, 170). Freud pensava que les dones eren víctimes de la seva anatomia i n'estaven geloses dels homes per posseir un penis" (Schultz 170).
Horney argumentà que els homes envejaven les dones per la seva capacitat de ser mares. Aquesta idea es basava en el plaer que ella va experimentar en donar a llum. “Quan un comença, com jo, a analitzar només els homes després d'una experiència bastant llarga analitzant les dones, una rep una impressió més que sorprenent de la intensitat d'aquesta enveja sobre l'embaràs, el part i la maternitat” (Horney, 1967, p. 60-61). Ella va afirmar que l'enveja de l'úter ocorre als homes tan sovint com l'enveja del penis es produeix en les dones neuròtiques. “El grau en què els homes estan obligats a tenir èxit i a fer que els seus noms perduren, va dir, és una mera compensació per la seva incapacitat de forma més directa d'estendre's cap al futur mitjançant l'engendrament, la criança, i tenir fills (Boeree, 26).